# Pycnophallium astapus
Pycnophallium astapus är en fjärilsart som beskrevs av Hans Fruhstorfer 1918. Pycnophallium astapus ingår i släktet Pycnophallium och familjen juvelvingar. Inga underarter finns listade.